# Pedrera de la Beresma
La Pedrera de la Beresma és una antiga explotació d'extracció de pedra per a la construcció del terme municipal de Monistrol de Calders, al Moianès.
Actualment roman del tot abandonada. Està situada al nord-est de la masia de Saladic i a ponent de la de Rubió en el vessant meridional de la carena dels Salarots i el Pla del Sant, al capdamunt de la Beresma i del Bac del Coix.